# Batalha de al-Qaim (2014)
Batalha de al-Qaim foi um confronto armado ocorrido em 2014 durante a Guerra Civil Iraquiana.

## Desenvolvimento
A cidade de al-Qaim está localizada na fronteira entre o Iraque e a Síria, possuindo um posto fronteiriço estratégico, um dos três pontos de passagem oficiais sobre uma fronteira de 600 km entre os dois países. O posto fronteiriço era controlado, desde 17 de junho, pelo Exército Livre Sírio e pela Frente al-Nusra.
Os insurgentes sunitas do Estado Islâmico do Iraque e do Levante e outros grupos avançaram até al-Qaim. Os combates ocorrem entre a noite de 19 de junho e prosseguem até a tarde do dia seguinte. Os rebeldes sunitas iraquianos adquirem vantagem e tomam a cidade, enquanto os rebeldes sírios do Exército Livre Sírio e da al-Nusra recuam e retiram-se para o lado sírio da fronteira..
Segundo as autoridades iraquianas, as baixas das forças do governo são de pelo menos 34 mortos e mais de 50 feridos. O Observatório Sírio para os Direitos Humanos relata pelo menos 38 mortos e 40 feridos, incluindo civis.
Em 21 de junho, o general-de-brigada Abdul-Majid al-Fahdawi é morto em al-Qaim por um morteiro.